# Fußballklub 03 Pirmasens 1963-1964
Questa voce raccoglie le informazioni riguardanti il Fußballklub 03 Pirmasens nelle competizioni ufficiali della stagione 1963-1964.

## Stagione
Nella stagione 1963-1964 il Pirmasens, allenato da Adi Preißler, concluse il campionato di Regionalliga sudovest al 2º posto. Negli spareggi promozione il Pirmasens fu eliminato nella fase a gironi.

## Rosa
| N. |                     | Ruolo | Calciatore          |
| -- | ------------------- | ----- | ------------------- |
|    | Germania (bandiera) | P     | Peter Jann          |
|    | Germania (bandiera) | P     | Artur Reiss         |
|    | Germania (bandiera) | P     | Franz-Josef Zieberg |
|    | Germania (bandiera) | D     | Peter Dell          |
|    | Germania (bandiera) | D     | Alois Herbrik       |
|    | Germania (bandiera) | D     | Gerd Jockers        |
|    | Germania (bandiera) | D     | Günter Klein        |
|    | Germania (bandiera) | D     | Horst Nußbaum       |
|    | Germania (bandiera) | D     | Walter Rojan        |
|    | Germania (bandiera) | C     | Horst Brill         |

| N. |                     | Ruolo | Calciatore         |
| -- | ------------------- | ----- | ------------------ |
|    | Germania (bandiera) | C     | Horst Schmitt      |
|    | Germania (bandiera) | C     | Alfred Schuster    |
|    | Germania (bandiera) | C     | Heini Seebach      |
|    | Germania (bandiera) | C     | Hans-Erwin Volberg |
|    | Germania (bandiera) | A     | Hugo Dausmann      |
|    | Germania (bandiera) | A     | Udo Flemming       |
|    | Germania (bandiera) | A     | Heinz Hohmann      |
|    | Germania (bandiera) | A     | Helmut Kapitulski  |
|    | Germania (bandiera) | A     | Hilmar Weishaar    |

## Organigramma societario
Area tecnica
- Allenatore: Adi Preißler
- Allenatore in seconda:
- Preparatore dei portieri:
- Preparatori atletici:
- Analisi video:

## Calciomercato

### Sessione estiva
| Acquisti | Acquisti           | Acquisti           | Acquisti |
| R.       | Nome               | da                 | Modalità |
| -------- | ------------------ | ------------------ | -------- |
| D        | Horst Nußbaum      | Viktoria Colonia   |          |
| P        | Artur Reiss        | Concordia Amburgo  |          |
| C        | Hans-Erwin Volberg | Fortuna Düsseldorf |          |

| Cessioni | Cessioni     | Cessioni       | Cessioni |
| R.       | Nome         | a              | Modalità |
| -------- | ------------ | -------------- | -------- |
| D        | Karl Schmidt | SC Baden-Baden |          |

## Risultati

### Regionalliga

#### Girone di andata
| 4 agosto 1963 1ª giornata | Pirmasens | 1 – 0 | VfR K'lautern |  |

| 11 agosto 1963 2ª giornata | Neuendorf | 1 – 4 | Pirmasens |  |

| 18 agosto 1963 3ª giornata | Pirmasens | 9 – 0 | Phönix Bellheim |  |

| 25 agosto 1963 4ª giornata | Saar 05 | 1 – 2 | Pirmasens |  |

| 1º settembre 1963 5ª giornata | Pirmasens | 1 – 1 | Eintracht Treviri |  |

| 8 settembre 1963 6ª giornata | Frankenthal | 1 – 0 | Pirmasens |  |

| 15 settembre 1963 7ª giornata | Pirmasens | 9 – 0 | Röchling Völklingen |  |

| 22 settembre 1963 8ª giornata | Phönix Ludwigshafen | 0 – 3 | Pirmasens |  |

| 6 ottobre 1963 9ª giornata | Pirmasens | 6 – 1 | Weisenau |  |

| 13 ottobre 1963 10ª giornata | Pirmasens | 2 – 3 | Oppau |  |

| 20 ottobre 1963 11ª giornata | TSC Zweibrücken | 3 – 4 | Pirmasens |  |

| 27 ottobre 1963 12ª giornata | Wormatia Worms | 2 – 2 | Pirmasens |  |

| 3 novembre 1963 13ª giornata | Pirmasens | 2 – 0 | Borussia Neunkirchen |  |

| 10 novembre 1963 14ª giornata | Ludwigshafener SC | 5 – 3 | Pirmasens |  |

| 17 novembre 1963 15ª giornata | Pirmasens | 3 – 0 | Sportfreunde 05 Saarbrücken |  |

| 24 novembre 1963 16ª giornata | Pirmasens | 6 – 0 | Niederlahnstein |  |

| 1º dicembre 1963 17ª giornata | Landau | 0 – 3 | Pirmasens |  |

| 8 dicembre 1963 18ª giornata | Pirmasens | 4 – 1 | Magonza |  |

| 15 dicembre 1963 19ª giornata | Tura Ludwigshafen | 1 – 3 | Pirmasens |  |

#### Girone di ritorno
| 29 dicembre 1963 20ª giornata | VfR K'lautern | 2 – 5 | Pirmasens |  |

| 5 gennaio 1964 21ª giornata | Pirmasens | 5 – 2 | Neuendorf |  |

| 12 gennaio 1964 22ª giornata | Phönix Bellheim | 4 – 4 | Pirmasens |  |

| 19 gennaio 1964 23ª giornata | Pirmasens | 5 – 2 | Saar 05 |  |

| 26 gennaio 1964 24ª giornata | Eintracht Treviri | 2 – 0 | Pirmasens |  |

| 2 febbraio 1964 25ª giornata | Pirmasens | 3 – 1 | Frankenthal |  |

| 9 febbraio 1964 26ª giornata | Röchling Völklingen | 1 – 2 | Pirmasens |  |

| 16 febbraio 1964 27ª giornata | Pirmasens | 1 – 1 | Phönix Ludwigshafen |  |

| 23 febbraio 1964 28ª giornata | Weisenau | 1 – 1 | Pirmasens |  |

| 1º marzo 1964 29ª giornata | Oppau | 2 – 3 | Pirmasens |  |

| 8 marzo 1964 30ª giornata | Pirmasens | 9 – 1 | TSC Zweibrücken |  |

| 15 marzo 1964 31ª giornata | Pirmasens | 4 – 0 | Wormatia Worms |  |

| 22 marzo 1964 32ª giornata | Borussia Neunkirchen | 3 – 1 | Pirmasens |  |

| 29 marzo 1964 33ª giornata | Pirmasens | 3 – 1 | Ludwigshafener SC |  |

| 5 aprile 1964 34ª giornata | Sportfreunde 05 Saarbrücken | 4 – 1 | Pirmasens |  |

| 12 aprile 1964 35ª giornata | Niederlahnstein | 0 – 3 | Pirmasens |  |

| 19 aprile 1964 36ª giornata | Pirmasens | 5 – 1 | Landau |  |

| 26 aprile 1964 37ª giornata | Magonza | 1 – 5 | Pirmasens |  |

| 3 maggio 1964 38ª giornata | Pirmasens | 1 – 0 | Tura Ludwigshafen |  |

### Spareggi promozione

#### Turno di qualificazione
| 23 maggio 1964 andata | Wuppertal | 0 – 2 | Pirmasens |  |

| 30 maggio 1964 ritorno | Pirmasens | 2 – 1 | Wuppertal |  |

#### Fase a gironi
| Arbitro: | Schulenburg |

|                                  |           |  |
| Kapitulski 31’ Dausmann 61’, 84’ | Marcatori |  |

| Arbitro: | Handwerker |

|                   |           |  |
| Rodekamp 50’, 88’ | Marcatori |  |

| Arbitro: | Treichel |

|               |           |                                                   |
| Jendrosch 17’ | Marcatori | 16’, 60’ Dausmann 29’ Brill 42’ (rig.) Kapitulski |

| Arbitro: | Thier |

|                                  |           |                                |
| Kapitulski 4’ (rig.) Herbrik 67’ | Marcatori | 25’, 79’, 88’ Assmy 62’ Kuster |

| Arbitro: | Kreitlein |

|  |           |                                             |
|  | Marcatori | 43’, 44’ Rodekamp 50’ Gräber 84’ Kellermann |

| Arbitro: | Zimmermann |

|                                                       |           |              |
| Krieger 22’ Broichhausen 31’, 56’ Hahn 57’ Breuer 65’ | Marcatori | 18’ Dausmann |

## Statistiche

### Statistiche di squadra
| Competizione          | Punti | In casa | In casa | In casa | In casa | In casa | In casa | In trasferta | In trasferta | In trasferta | In trasferta | In trasferta | In trasferta | Totale | Totale | Totale | Totale | Totale | Totale | DR  |
| Competizione          | Punti | G       | V       | N       | P       | Gf      | Gs      | G            | V            | N            | P            | Gf           | Gs           | G      | V      | N      | P      | Gf     | Gs     | DR  |
| --------------------- | ----- | ------- | ------- | ------- | ------- | ------- | ------- | ------------ | ------------ | ------------ | ------------ | ------------ | ------------ | ------ | ------ | ------ | ------ | ------ | ------ | --- |
| Regionalliga sudovest | 59    | 19      | 16      | 2       | 1       | 79      | 15      | 19           | 11           | 3            | 5            | 49           | 34           | 38     | 27     | 5      | 6      | 128    | 49     | +79 |
| Spareggi promozione   | -     | 4       | 2       | 0       | 2       | 7       | 9       | 4            | 2            | 0            | 2            | 7            | 8            | 8      | 4      | 0      | 4      | 14     | 17     | -3  |
| Totale                | 59    | 23      | 18      | 2       | 3       | 86      | 24      | 23           | 13           | 3            | 7            | 56           | 42           | 46     | 31     | 5      | 10     | 142    | 66     | +76 |

### Andamento in campionato
| Giornata  | 1 | 2 | 3 | 4 | 5 | 6 | 7 | 8 | 9 | 10 | 11 | 12 | 13 | 14 | 15 | 16 | 17 | 18 | 19 | 20 | 21 | 22 | 23 | 24 | 25 | 26 | 27 | 28 | 29 | 30 | 31 | 32 | 33 | 34 | 35 | 36 | 37 | 38 |
| --------- | - | - | - | - | - | - | - | - | - | -- | -- | -- | -- | -- | -- | -- | -- | -- | -- | -- | -- | -- | -- | -- | -- | -- | -- | -- | -- | -- | -- | -- | -- | -- | -- | -- | -- | -- |
| Luogo     | C | T | C | T | C | T | C | T | C | C  | T  | T  | C  | T  | C  | C  | T  | C  | T  | T  | C  | T  | C  | T  | C  | T  | C  | T  | T  | C  | C  | T  | C  | T  | T  | C  | T  | C  |
| Risultato | V | V | V | V | N | P | V | V | V | P  | V  | N  | V  | P  | V  | V  | V  | V  | V  | V  | V  | N  | V  | P  | V  | V  | N  | N  | V  | V  | V  | P  | V  | P  | V  | V  | V  | V  |
| Posizione | 7 | 4 | 1 | 1 | 1 | 2 | 2 | 2 | 2 | 2  | 2  | 2  | 2  | 2  | 2  | 2  | 2  | 2  | 2  | 2  | 2  | 1  | 1  | 1  | 1  | 1  | 1  | 1  | 1  | 1  | 1  | 1  | 1  | 2  | 2  | 2  | 2  | 2  |

Legenda:

Luogo: C = Casa; T = Trasferta. Risultato: V = Vittoria; N = Pareggio; P = Sconfitta.

### Statistiche dei giocatori
| H. Brill      | 6 | 1 | 0 | 0 |
| H. Dausmann   | 6 | 5 | 0 | 0 |
| P. Dell       | 6 | 0 | 0 | 0 |
| U. Flemming   | 0 | 0 | 0 | 0 |
| A. Herbrik    | 6 | 1 | 0 | 0 |
| H. Hohmann    | 6 | 0 | 0 | 0 |
| P. Jann       | 5 | 0 | 0 | 0 |
| G. Jockers    | 0 | 0 | 0 | 0 |
| H. Kapitulski | 6 | 3 | 0 | 0 |
| G. Klein      | 6 | 0 | 0 | 0 |
| H. Nußbaum    | 1 | 0 | 0 | 0 |
| A. Reiss      | 0 | 0 | 0 | 0 |
| W. Rojan      | 0 | 0 | 0 | 0 |
| H. Schmitt    | 5 | 0 | 0 | 0 |
| A. Schuster   | 0 | 0 | 0 | 0 |
| H. Seebach    | 4 | 0 | 0 | 0 |
| H. Volberg    | 2 | 0 | 0 | 0 |
| H. Weishaar   | 6 | 0 | 0 | 0 |
| F. Zieberg    | 1 | 0 | 0 | 0 |